# Mustapha Khayati
Œuvres principales
- De la misère en milieu étudiant (1966)

Mustapha Khayati est un historien et penseur politique tunisien contemporain, qui a participé à la scission de l'Union générale des étudiants de Tunisie (UGET) en 1963 puis à la revue Perspectives tunisiennes qui en est issue, avant de devenir un des principaux leaders et théoriciens de l'Internationale situationniste, qui prend le contrôle de l'UNEF à Strasbourg. Il y rédige « De la misère en milieu étudiant », futur « bréviaire » de Mai 68, au cours duquel il anime à la Sorbonne le Conseil pour le maintien des occupations. 
Ami du philosophe marxiste Henri Lefebvre et du penseur situationniste Guy Debord, il est menacé par le régime d'Habib Bourguiba puis opposant actif au Coup d’État du 19 juin 1965 du colonel Houari Boumédiène en Algérie, puis deviendra pendant neuf mois un combattant du « Front démocratique pour la libération de la Palestine (FDLP) lors de sa création en février 1969 par Nayef Hawatmeh, ex-fondateur du FPLP, avec d'autres théoriciens marxistes  importants, souhaitant une action moins militaire et plus indépendante des monarchies arabes. Avant les attentats du FDLP, il revient à l'été 1970 en Europe, où il prépare quelques années plus tard un doctorat et contribue à la recherche sur les personnalités du monde arabe.

## Biographie

### Jeunesse: militant du syndicat des étudiants tunisiens
Mustapha Khayati est né en Tunisie dans un milieu modeste. Au cours de la première moitié des années 1960, étudiant en philosophie à Strasbourg, il milite au sein de l'Union générale des étudiants de Tunisie. L'UGET, fondée en 1952, est alors auréolée du prestige d'un syndicalisme placé en première ligne du mouvement national tunisien depuis que Farhat Hached dut suppléer à Habib Bourguiba et Salah Ben Youssef, arrêtés et recherchés par le pouvoir colonial, avant d'être menacé puis assassiné en décembre 1952, ce qui a déclenché grèves et manifestations dans une quinzaine de pays, notamment les émeutes des 7 et 8 décembre à Casablanca qui ont fait 200 morts. Une décennie plus tard, quand Mustapha Khayati y milite, l'UGET reste très mobilisée et critique depuis janvier 1961 l'immobilisme du nouveau pouvoir tunisien, en demandant la nationalisation des secteurs clés de l'économie tunisienne, comme les mines, une réforme agraire basée sur la justice sociale et une généralisation du système coopératif.

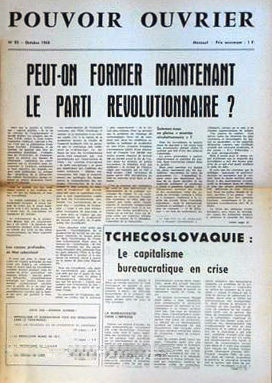
Exemplaire de la revue Pouvoir ouvrier en mai 1968.

Le potentiel de  Mustapha Khayati est remarqué par son ami tunisien Béchir Tlili (1935-1985), étudiant à la Sorbonne puis en 1963 à Strasbourg, comme lui militant de l'UGET, mais aussi depuis 1961 au groupe marxiste Socialisme ou barbarie, où l'aile gauche s'est démarquée depuis 1960, puis a fait scission en 1963 pour créer le journal Pouvoir ouvrier, autour de l'agrégé de philosophie Jean-François Lyotard.

### Activisme dans les années 1960
L'action pour l'indépendance syndicale
S'inspirant de la philosophie de cette scission, attachée au marxisme et à la critique de la bureaucratie, Béchir Tlili a été remarqué dès 1961 par le situationniste Guy Debord. Mustapha Khayati et lui animent la tendance de UGET qui réclame un syndicat réellement indépendant du parti d'Habib Bourguiba. Elle est alors visée par les pressions de ce dernier, début 1963, « visant à renverser le bureau de la section de Grenoble » de l'UGET. Ce conflit entre la direction du syndicat, basée en Tunisie, et sa branche la plus implantée, située en France, déclenche l'exclusion en juin 1963 des militants de la seconde, qui fondent en octobre 1963 à la Résidence universitaire d'Antony un nouveau syndicat, nommé "Groupe d’étude et d’action socialiste tunisien (GEAST)", pour signifier une ligne de gauche, mais « sans réelle détermination idéologique ni ligne politique précise ». Le GEAST réunit même des étudiants formés au Parti communiste tunisien, parti jusque-là très modéré dans son opposition à Bourguiba.
Contribution à la revue Perspectives tunisiennes
Mustapha Khayati collabore à Perspectives tunisiennes, revue créé par le GEAST dès sa fondation. Remarquée pour son intelligence,, elle analyse en détail « l'inconsistance des réformes mises en œuvre par le régime » d'Habib Bourguiba. Le premier numéro dénonce « la misère sévissant dans le monde rural » sous l'expression de « la condition agraire ». Les suivants abordent le « problème syndical », « la classe ouvrière », « l'autocensure des intellectuels » et les grandes controverses de l'époque.
Amitiés avec Lefebvre et rencontre avec Debord
À Strasbourg, Mustapha Khayati est l'élève du philosophe Henri Lefebvre, qui l'invite au printemps 1964 dans sa maison des Pyrénées, à Navarrenx, avec Béchir Tlili . Ce dernier présente aussi, en 1964, Mustapha Khayati à Guy Debord, un des leaders de l'Internationale situationniste, que Mustapha Khayati intègre, sans faire mystère de ses sympathies pro-arabes. En 1964, ce groupe situationniste inclut aussi Théo Frey et sa sœur Édith, Jean Garnault, Herbet Holl, Debord et Pierre Guillaume, qui va ouvrir à l’automne 1965 la librairie "La Vieille Taupe".
Guy Debord avait lui été admirateur du professeur Henri Lefebvre  et la mouvance situationniste en général s'en réclament mais l'Internationale situationniste a diffusé dès 1963 un tract au ton vengeur et de style surréaliste, titré « Aux poubelles de l’histoire »,, accusant Henri Lefebvre « de plagiat » pour son livre "La proclamation de la commune", publié en 1965, alors que Guy Debord est pour la diffusion la plus large possible des œuvres.
Le philosophe en avait en effet dès 1962 publié quelques pages sous forme de « bonnes feuilles » dans la revue Arguments, traitée de « fumier argumentiste » par certains situationnistes,. Henri Lefebvre avait en particulier demandé à Guy Debord et Raoul Vaneigem de réfléchir au sujet, mais oublié de les citer sur l'idée que « La Commune a été la plus grande fête du XIXe siècle »,. Dès 1947, dans Critique de la vie quotidienne, Henri Lefebvre avait cependant placé au cœur de sa réflexion les fêtes, selon lui de salutaires moments de « rupture avec la vie quotidienne » aliénante des paysans. Dans une lettre à Béchir Tlili du 14 mai 1963, Henri Lefebvre rappelle alors qu'il est révolutionnaire et communiste. Le tract vengeur n'en est pas moins republié dans quatre numéros de la revue de l'IS.
L'amitié de Mustapha Khayati avec Henri Lefebvre apparaitra plus évidente que celle avec Guy Debord, qui perçoit l'intelligence du jeune homme mais aussi sa dimension de rival potentiel, et le met à l'épreuve avant et après le Happening qu'il prépare pour mars 1965 à Strasbourg, dirigé contre le nouvel assistant d'Henri Lefebvre. Ce Happening, innovant pour l'époque, est suivi au cours du même mois de mars par la création d'un réseau informel d'une dizaine de jeunes qui vont fonder le mouvement hollandais Provo et essaimer en 1966 dans les autres villes, tandis que le Happening de l’« Incarnation de la Poésie » du Albert Hall, le premier important en Angleterre, a lieu le 11 juin 1965. 
Le succès de celui de Strasbourg, qui donne un sens nouveau au mot situationniste, oblige Debord à l'intégrer dans l'Internationale situationniste.
Happening de mars 1965 sur les robots à Strasbourg
En octobre 1964, parait "Les Héritiers, Les étudiants et la culture", de Pierre Bourdieu et Jean-Claude Passeron, que le situationnistes baptiseront ironiquement “Bourderon et Passedieu” deux ans plus tard, au moment de manifester une distance envers la "starisation" des intellectuels. 
Béchir Tlili et Mustapha Khayati sont alors « tiraillés entre les situationnistes et leur maître Henri Lefebvre », dont l'enseignement a du succès à Strasbourg. 
Le 1er décembre 1964, Guy Debord teste Mustapha Khayati, alors aspirant situationniste, en lui demandant de réaliser avant toute chose « une critique, soit personnellement faite, soit collectivement faite" des thèses de l'IS. Il s'agit alors d'exiger de lui une « allégeance ».
Mustapha Khayati planifie, alors, en décembre 1964, une action pour se moquer des idées du nouvel assistant d'Henri Lefebvre, Abraham Moles, brillant chercheur passé par la Radiotélévision française, qui doit rencontrer le 24 mars 1965 à Strasbourg Nicolas Schöffer fondateur de « l’art cybernétique ». Avec d'autres, il souhaite montrer que « les chiens de garde la société du spectacle prétendent remodeler la société à leur image ». Et un petit groupe d'étudiants menés par Mustapha Khayati fait mine, au début de la conférence, de la perturber, ce que relate le journal local du 28 mars.
Pour s'assurer d'être compris, un tract humoristique de quatre pages titré "La Tortue dans la vitrine. La dialectique du robot et du signal" est diffusé une semaine avant se moquant de sa présentation comme un événement, cosigné par Edith Frey, Théo Frey, Jean Garnault et Mustapha Khayati, contribuant à la popularité de ce dernier. Tous les 4 espèrent être admis comme membres de l'IS et participeront un an et demi plus tard au lancement de la brochure "De la misère en milieu étudiant".
Par la formule « Alerte anti-robots. Stop. Alerte anti-robots. Stop. Alerte anti-robots. Stop. Alerte anti-robots. Stop. », qui inspirera une courte chanson de Jacques Higelin une décennie plus tard, "Les robots", le tract fait référence à l'aliénation intellectuelle et se moque de la présentation événémentielle de la conférence, qu'il présente lui comme un événement  « Beau comme la rencontre fortuite d’un Robot-Moles et d’un Signal-Schoeffer à la table d’un préfet de police ». La pratique est nouvelle et pas forcément encore acceptée chez les situationnistes.
Guy Debord écrit alors à Mustapha Khayati le 31 mars 1965 que son engagement pour la cause tunisienne peut être une entrave à sa collaboration avec l'IS, en évoquant « un risque de te compromettre quelque peu (à la limite de nous compromettre tous) », mais la popularité acquise par le « happening » réalisé juste avant à Strasbourg par Mustapha Khayati le convainc finalement de l'intégrer à l'Internationale situationniste, tout comme les trois autres étudiants qui ont signé avec lui le tract du 17 mars 1965, annonçant le happening.
Henri Lefebvre cessera en 1965 d'enseigner la sociologie à Strasbourg car volontaire pour enseigner cette nouvelle discipline à la création de l'Université de Nanterre où les étudiants le plébiscitent et où il écrit à chaud dès 1968 "L'irruption de Nanterre au sommet", ignoré par la presse, alors qu'il se heurte à la rivalité de l'ambitieux Alain Touraine. Entre-temps, Abraham Moles crée en 1966 l'Institut de psychologie sociale des communications, qu'il dirigera jusqu'en 1987, appelé communément l'École de Strasbourg, sans s'affoler des tomates jetées par d'autres situationnistes à sa première rentrée.
L'IS se réconciliera avec Henri Lefebvre, sa revue publiant en 1969 , dans un de ses derniers numéros, un article soulignant comme plusieurs autres auteurs, que ce livre dans lequel il « a montré la toute-puissance de la spontanéité populaire » a eu une grande influence sur les « étudiants révolutionnaires » de Mai 68, quand « beaucoup de gens ont découvert soudain » qu'ils pouvaient, via la politique, reprendre du pouvoir sur leur vie quotidienne, comme lors de la Commune de Paris de 1871, dont le centenaire approchait, ce qu'illustre l'affichage sur les murs en Mai 68 de la formule de Karl Marx « Est prolétaire l'homme qui n'a aucun pouvoir sur sa vie », et d'une autre, formulée dans l'esprit d'Herbert Marcuse, L'imagination au pouvoir, qui selon Le Monde du 8 mars 1969 « peut résumer aussi la révolte de mai » car ce dernier estimait dans son livre de 1955 Éros et civilisation que « seule la poésie, l'imagination dans la société industrielle, incarnaient encore un refus total ». Le Monde en conclut que Mai 68 a dans cet esprit voulu, « comme les surréalistes, unir la phrase de Marx : "Transformer le monde" et la phrase de Rimbaud "Changer la vie" ».
Mais selon le philosophe Michal Herer, l'effort situationniste pour « détourner des mots et des technologies inventées par le pouvoir au profit de la lutte révolutionnaire » s'est au fil des décennies ensuite retourné contre eux, leurs slogans, y compris les plus radicaux, étant à leur tour détournés par leurs adversaires, parfois au point de figurer dans des textes rédigés par des « managers, copywriters et spécialistes de public relations » .
Les actions de l'IS en Algérie
Dès 1960, l’Algérie était placée au cœur des préoccupations de l'Internationale situationniste (IS), car elle incarnait « l’espoir d’une révolution » se déroulant sur la base des théories de Frantz Fanon, qui prônait l’entrée directe dans le socialisme pour les anciennes colonies.
C'est via Mustapha Khayati que l'IS devient « très en pointe sur le front algérien ». Guy Debord lui écrit de très nombreuses lettres à partir du printemps 1965, dans lesquelles il s'enquiert de la situation en Algérie. Il le félicite pour le succès des textes du groupe dans ce pays, lui passe commande d'articles et témoigne de son espoir de développer l'IS dans ce pays. Dans l'une d'elles il s'inquiète aussi du fait qu'un ministre de Habib Bourguiba, en Tunisie, ait l'intention de dénoncer Mustapha Khayati. Certaines des lettres de ces correspondances sont écrites au dos d'un tract de l'organisation belge "Pouvoir ouvrier".
Au printemps 1965, Mustapha Khayati a prévu d'aller au Festival mondial de la Jeunesse, qui doit accueillir 25 000 personnes, pour la première fois en terre africaine, à Alger du 28 juillet au 7 août, après Prague (1947), Budapest (1949), Berlin (1951), Bucarest (1953), Varsovie (1955), Moscou (1957), Vienne (1959) et Helsinki (1962). Mais les préparatifs sont entravés par « des éléments réactionnaires algériens, alliés à l'impérialisme », selon un communiqué de la jeunesse communiste de France. Les associations et partis de gauche israéliens, présents à tous les festivals précédents, se voient refuser leurs visas d'entrée, déclenchant la protestation du comité préparatoire français, fédérant une quarantaine de mouvements, dont la CGT, l'UNEF et les étudiants juifs, peu avant le Coup d’État du 19 juin 1965. Qualifié de « réajustement révolutionnaire », par son auteur, le colonel Houari Boumédiène, dont on apprend qu'il s'opposait au Festival, le putch militaire est violemment dénoncé par le Mouvement de la jeunesse communiste de France .
Une cinquantaine de militants français sont alors arrêtés, ainsi que des responsables de la jeunesse FLN, membres du comité préparatoire. Guy Debord, effondré, écrit le même jour une lettre qui s'inquiète et déplore « l'émiettement de l'image révolutionnaire », puis estime la semaine suivante qu'il « paraît certain maintenant que le Festival de la jeunesse ne s'y réunira pas », ce qui est décidé fin juin mais contesté par la Chine, en lui demandant désormais d'adresser ses lettres à une amie, pour éviter les interceptions et de poursuivre l'action en Algérie sous forme de tracts clandestins.
Nasri, un de ses amis étudiant algérien de Strasbourg  part en Algérie et réceptionne fin juillet 1965 les paquets de tracts maquillés en cours photocopiés, qu'il expédie aux journaux européens et aux opposants algériens, en utilisant le cachet de la poste algérienne. Titré « Adresse aux révolutionnaires d'Algérie et de tous les pays » le document est réédité en novembre, traduit dans cinq langues, suivi d'un autre en décembre, titré « Les luttes de classes en Algérie ». Les situationnistes recourent à plusieurs traducteurs et un imprimeur « assez audacieux et qui a les caractères arabes » et décident de diffuser une brochure complète sur le sujet «dans toutes les langues pour montrer leur démarche internationale, au cours d'une année 1965 qui les voit lancer aussi des actions militantes au Japon et dans l'Espagne franquiste. Selon le leader trotskiste Daniel Bensaïd, Guy Debord, signataire du Manifeste des 121 contre la Guerre d'Algérie en 1960 et plus généralement l'IS, analyse ce coup d’État comme le signe d’une bureaucratie en formation comme classe dominante algérienne, au même moment où elle dénonce une nouvelle bureaucratie en Chine qui s'approprie pour elle-même un « capitalisme d’État ».
Les mots captifs, réflexion linguistique sur le détournement des mots
Mustapha Khayati est l’un des seuls membre de l'IS, à avoir abordé directement les questions de linguistique, notamment dans la revue Internationale situationniste no 10, datée de mars 1966, où il estime qu'il est « impossible de se débarrasser d’un monde sans se débarrasser du langage qui le cache et le garantit, sans mettre à nu sa vérité » et place la question dans une dimension historique de longue haleine, en rappelant que dix ans plus tôt la « critique du langage de bois » stalinien par les intellectuels polonais a contribué aux révoltes dans les Pays de l'Est en 1956, notamment en Hongrie.
Cet article fixe un cap pour l'avenir aux situationnistes, qui sera notamment constaté en Mai 68, celui d'instaurer une « légitimité du contresens des mots », facilitant leur pratique de les détourner comme l'a fait Guy Debord dès 1953, et « dénoncer l’imposture du sens garanti et donné par le pouvoir » en place aux mots utilisés dans le langage courant ou intellectuel. Selon lui, cette pratique fait que l'IS « met à la portée de tout le monde » le détournement des mots et des expressions, qui était en fait déjà largement pratiqué par Marx et systématisé par Lautréamont mais pas encore démocratisé.
Guy Debord utilise aussi beaucoup la technique du détournement, forme de citation modifiée mais pour lui est le contraire de la citation, afin en faire « le langage fluide de l’anti-idéologie », qui fonde sa cause « sur rien d’extérieur à sa propre vérité comme critique présente ». Le mois suivant, il écrit à Kahayati que Raoul Hausmann « approuve fort » cet article et l'a « traduit en allemand pour le faire passer dans une revue sud-américaine ».
La conquête de l'UNEF de Strasbourg
Au cours des deux années avant Mai 1968, les situationnistes se sont rapprochés d'autres étudiants à Strasbourg, Nantes et Nanterre. À Strasbourg, Mustapha Khayati réunit des situationnistes et des jeunes libertaires pour constituer la « liste Schneider », qui gagne le 14 mai 1966, les élections au bureau de l'Association Générale des étudiants de Strasbourg, branche locale de l'UNEF. Il devient le médiateur entre eux et le pôle parisien de l'IS.
Une enquête du Monde relativise cette percée d'un groupe « international de théoriciens qui a entrepris la critique radicale de la société actuelle sous tous ses aspects en s'appuyant sur la théorie marxiste », en rappelant que les Étudiants boudent globalement l'UNEF, en « état de désintégration » dans les universités où sont en pointe des groupes marxistes, qui ont un « point commun : leur radicalisme et leur désir de retrouver une pureté doctrinale souillée, à leur avis, par les compromissions des appareils syndicaux et politiques », après la double crise en 1965 de l'Union des étudiants communistes et de la Jeunesse étudiante chrétienne, qui « avaient longtemps tenu une place importante dans le syndicalisme étudiant », toutes les deux reprises en main, respectivement par le PCF et l'Église.  
L'UNEF ne réunit plus ainsi que 400 étudiants sur 7 000 à Caen, 150 sur 5 000 à Nanterre et 300 sur 18 000 à Strasbourg, résultat selon Le Monde de « son désir de politisation systématique, son langage abscon ».
À la rentrée suivante, "Le Caveau", discothèque de l'Université de Strasbourg décide de s'ouvrir au rock, mais aussi aux jeunes travailleurs et Blousons noirs et décide d'organiser un concert avec Vince Taylor .
L'appel à la révolte de l'UNEF-Strasbourg en 1966

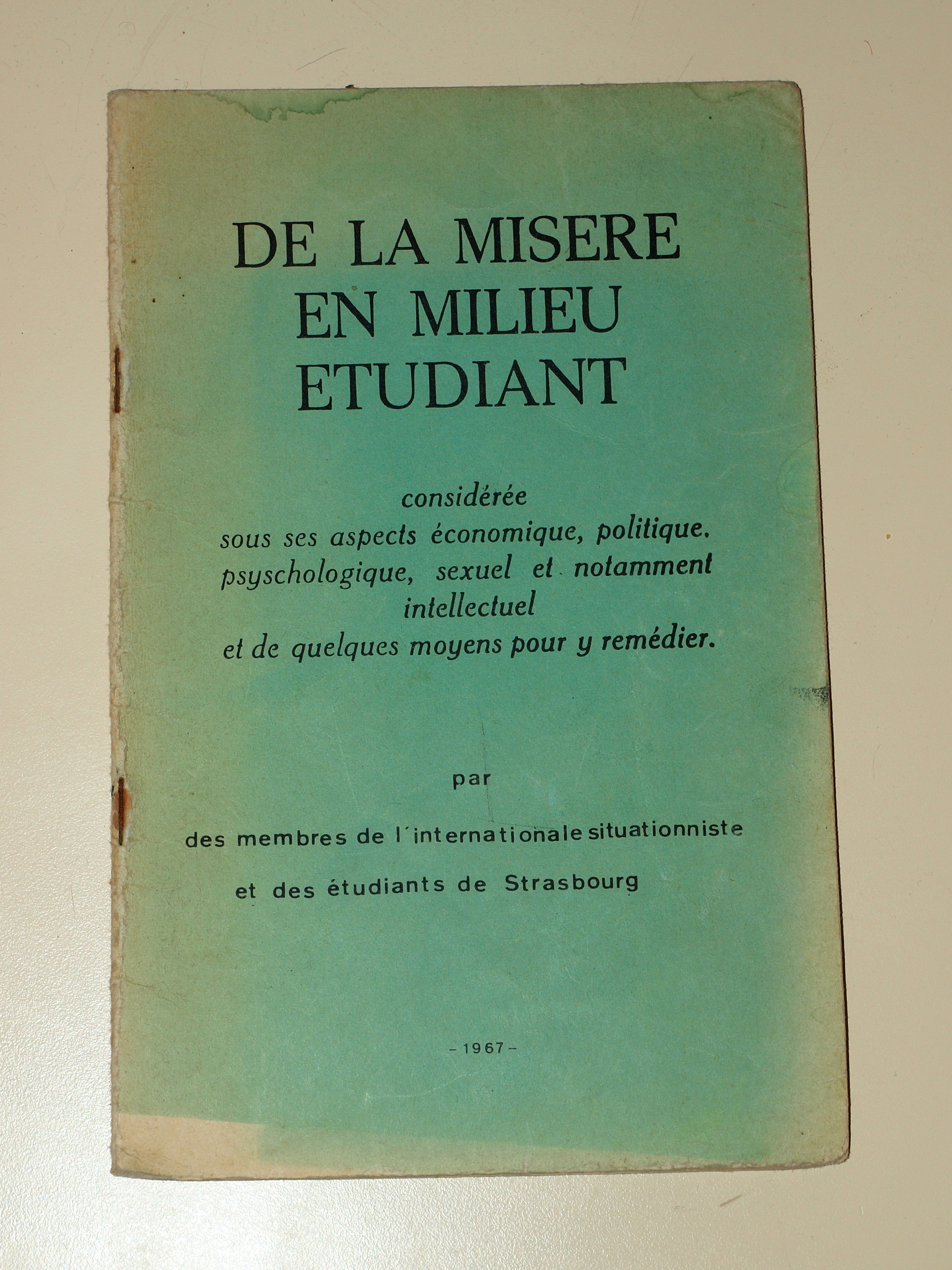
Première de couverture.

Six mois plus tard, la presse française et étrangère répercute un triple coup d'éclat des situationnistes de Strasbourg. Le plus remarqué des trois, préparé par les deux autres, est un appel à la révolte d'une vingtaine de pages : à la rentrée universitaire, chacun des 12 000 étudiants reçoit une brochure, titrée "De la misère en milieu étudiant", au ton marxiste acide, qui démolit tous les pouvoirs, contre-pouvoirs et personnalités intellectuelles influentes de l'époque, pour appeler les étudiants à rejoindre les ouvriers dans l'organisation de la démocratie directe dans les entreprises.
Le texte est « d'une bonne tenue littéraire » et « d'une argumentation implacable » mais aussi une « entreprise systématique de destruction » observe Le Monde, quelques jours après ce qu'il présente comme un « coup de tonnerre ». Son auteur a puisé plusieurs dans thèmes dans l'enseignement du philosophe Henri Lefebvre, professeur à Strasbourg. Il présente un « refus systématique de toutes les formes d'organisation sociale et politique existant actuellement à l'Ouest comme à l'Est et de toutes les oppositions qui tentent de les transformer » et réserve ses « coups les plus durs » aux « philosophes, écrivains, artistes les plus progressistes de notre époque », critiqués au même titre que les partis et syndicats, note le journal.
L'écrivain Daniel Guérin, auteur de livres sur l'anarchisme, écrit au Monde pour nuancer cette critique et saluer « une ouverture remarquable vers la construction d'une société nouvelle désaliénée, une invitation positive et concrète faite à la jeunesse de se grouper autour de la seule force désaliénante : le prolétariat, pratiquant l'autogestion dans le cadre de ses conseils ouvriers ».
En cohérence avec ce texte qu'il a écrit et même « rédigé sur les conseils de Debord », Mustapha Khayati convoque début 1967 une assemblée générale de l'UNEF-Strasbourg pour qu'elle vote son auto-dissolution. Selon un livre écrit par deux participants, c'est Guy Debord qui a pris l'initiative du texte, « choisi le titre, déterminé les grandes lignes de son contenu et poussé sa radicalité », mais Mustapha Khayati qui l'a rédigé,. Philippe Artières et Michelle Zancarini-Fournel estiment aussi qu'il a bien été « rédigé avec la complicité d'un membre de l'IS Mustapha Khayati ».
Cet appel à la révolte et la démocratie directe a été précédé par des jets de tomate contre le cours inaugural de Abraham Moles, fidèles à la consigne "Tomatez Moles!" donnée dès 1963 en interne chez les situationnistes , alors que Mustapha Khayati n'en est pas encore membre. Le but est carricaturer son rôle d'automate ou de « robot conforme » voué à la « programmation des jeunes cadres » mais la méthode moins bien reçue que le happening de mars 1965: ses étudiants l'aident à s'essuyer. Elle sera imitée en mars 1967 par des admirateurs parisiens des situationnistes, qui vont de nouveau l'interrompre Abraham Moles à coups de tomates, lors de sa venue au Musée des Arts décoratifs (Paris) où il est accueilli par Jean-Jacques Lebel puis lors du célèbre Coup de tomate des féministes allemandes de septembre 1968.
Le texte a aussi été annoncé quelques jours plus tôt par l'affichage mural d'un tract-bandes dessinées, à la fois marxiste et ironique, titré, "Le Retour de la Colonne Durruti", qui s'inspire de passages de livres de Guy Debord mais surtout de l'historique "Colonne Durruti", dirigée par Buenaventura Durruti, la plus célèbre colonne de combattants anarchistes faisant partie des milices confédérales de la CNT et de la FAI, mise sur pied dès les premiers jours de la guerre d'Espagne, forte de 6 000 hommes et pilier des rangs républicains contre les militaires nationalistes, qui va inspirer sept ans plus tard un court-métrage réalisé par Malek Kellou, Colonne Durruti.
La totalité du trésor de guerre de l'UNEF-Strasbourg étant engloutie dans l'impression de la brochure la dénigrant, l'UNEF nationale se joint à « huit amicales d'étudiants » qui intentent une action judiciaire contre les situationnistes, avec l'appui d'une coalition de notables locaux. Un administrateur judiciaire annule la convocation à l'assemblée et retire le contrôle des œuvres universitaires au "comité situationniste", qui réplique par un communiqué dénonçant « une union sacrée » agglomérant « justice, presse, soi-disant communistes accouplés aux curés et sénateur », pour traquer le « spectre de la révolution » et « le scandale de notre présence », d'où l'appellation ironique de "scandale de Strasbourg" pour moquer l'émoi causé par une simple proposition de dissoudre l'UNEF locale ne regroupant plus qu'un étudiant de la ville sur cent, qui témoigne de la crainte de débordements syndicaux quelques années après l'implication victorieuse de l'UNEF dans la fin de la Guerre d'Algérie et la presse régionale, puis française et étrangère s'indigne ,, .
Mustapha Khayati est alors « mandaté auprès des étudiants de Strasbourg », pour reconnaitre que la brochure a été rédigée par un membre de l'IS et que les autres militants strasbourgeois ne le sont pas. 
Le succès du texte n'en va pas moins croissant et il sera traduit en six langues à l'été 1967. En quelques mois, 300 000 exemplaires seront imprimés, selon Patrick Marcolini, philosophe et spécialiste de l'Internationale situationniste. Dans la foulée paraissent "La société du spectacle" de Guy Debord, et "Traité de savoir vivre à l'usage des jeunes générations" de Raoul Vaneigem, textes importants de l'IS, mais au moindre succès.
Un extrait du second, "Nous ne voulons pas d'un monde où la certitude de ne pas mourir de faim s'échange contre le risque de mourir d'ennui", parfois reprise sous la variante « périr d'ennui », écrit sur l'un des murs de la Sorbonne, est signalé par un article du Figaro du 18 mai 1968,, ce qui l'a incluse dans la liste des centaines de slogans écrits sur les murs en Mai 68,,,.
Mai 68, les affiches et chansons du CMDO
La brochure a un retentissement dans toute la sphère anarchiste. Elle fascine René Riesel, leader des enragés de Nanterre et Christian Sebastiani, de la Sorbonne, surnommé « le poète des murailles », du groupe Sysphe, appelé aussi "Groupe d'action révolutionnaire (GAR), l'un des 3 groupes de la Fédération anarchiste qui font alors scission, pour réjoindre l'IS. 
Au démarrage du happening du 22 Mars à Nanterre, lancé par les cinq enragés de cette université mais dont ils se s'étaient désolidarisés après vingt minutes, René Riesel avait laissé trois graffitis, « L'ennui est contre-révolutionnaire », « Le savoir n'est pas un bouillon de culture » et « Ne travaillez jamais »,, rendant directement hommage au texte de Mustapha Khayati à Strasbourg, le troisième ayant été inventé par Guy Debord dès 1952 dans une référence en clin d'œil à une formule d'Arthur Rimbaud,.
En Mai 68, Mustapha Khayati anime avec eux le Conseil pour le maintien des occupations (CMDO), dès la première occupation, au soir du 13 mai, de la Sorbonne, quand le sinologue René Viénet, situationniste depuis 1963, fait un graffiti symbolique, à même un tableau, qui commémore la pensée pré-révolutionnaire du curé Jean Meslier, parlant de pendre les rois avec les entrailles des prêtres, successivement publiée en 1762 et 1772 par Voltaire et Diderot. Le choix d'apposer ce graffiti sur un tableau de maître commémore aussi la protestation de 1958, rédigée par Guy Debord et Pinot Gallizi contre l'internement psychiatrique de Nunzio Van Guglielmi, qui venait d'endommager légèrement un tableau de Raphaël à Milan, en y écrivant « Vive la révolution italienne ! À bas le gouvernement clérical ! ».
Les gauchistes font cependant voter l'effacement du graffiti et chassent de la Sorbonne le groupe mené par Guy Debord, Mustapha Khayati et René Viénet, qui se replie à l'Institut pédagogique national, où ils réalisent six affiches offset aux slogans situationnistes répliquant ceux du CMDO de la Sorbonne, grâce au matériel des locaux des Arts déco et à une imprimerie en grève: « Abolition de la société de classes », « Fin de l'université », « Occupation des usines », « A bas la société spectaculaire marchande », « Le pouvoir aux conseils de travailleur », et « Que peut le mouvement révolutionnaire maintenant ? Tout. Que devient-il entre les mains des partis et des syndicats. Rien. Que veut - il ? La réalisation de la société sans classe par le pouvoir des Conseils Ouvriers »,;
Ce groupe de 40 militants mené par Mustapha Khayati inclut Christian Sebastiani, les enragés de Nanterre, comme René Riesel, Angéline Neveu, Patrick Cheval et Gérard Bigorgne, qui deviendront membre de l'IS, mais aussi des militants du Groupe libertaire de Ménilmontant, parmi lesquels Gérard Joannès, Jacques Le Glou et Étienne Roda-Gil, futur parolier de Julien Clerc. C'est le moment où Jacques Le Glou écrit des versions situationnistes détournées de "Il est cinq heures" de Jacques Dutronc et "Nos soldats à La Rochelle" de Jacques Douai,.
L'été suivant, Mustapha Khayati, Guy Debord et René Riesel se retrouvent à Bruxelles chez Raoul Vaneigem, avec qui ils rédigent un bilan de Mai 68, intitulé "Enragés et situationnistes dans le mouvement des occupations", signé par René Viénet, qui reprend ces slogans,.
L'immédiat Mai 68 témoigne de tensions au sein du groupe pour des motifs personnels. Angéline Neveu, seule femme des enragés de Nanterre, est convoquée à un procès militant, pour une obscure affaire de mœurs, à la Taverne du Régent, place de Clichy, au cours duquel Patrick Negroni est sommé de comparaître et dont l'instruction a été confiée à Christian Sebastiani par l'IS. En juillet 1969, Debord abandonne la gestion de la revue de l'IS. Son dernier numéro sort en septembre peu avant le départ de Mustapha Khayati en Jordanie en octobre, puis la démission de Raoul Vaneigem en 1970, Gianfranco Sanguinetti proclamant en avril 1972 la fin de l'IS, qui depuis deux ou trois ans survivait.
Combattant du FDLP en Jordanie
Membre historique de l'Internationale situationniste, il démissionne lors de la VIIIe Conférence de Venise du 1er octobre 1969, à la suite de son engagement en Jordanie auprès du nouveau « Front démocratique pour la libération de la Palestine (FPLP)», dans le groupe de combattants de Nayef Hawatmeh, ex-fondateur du Front populaire de libération de la Palestine, qui vient de le quitter en février 1969 avec des théoriciens importants, pour une action moins militaire, plus axée sur la lutte des classes et indépendante des monarchies arabes. 
« Une crise révolutionnaire est en train de se développer dans la zone arabe et où les éléments radicaux arabes doivent se trouver. Je me sens dans l’obligation d’en être » leur explique-t-il, tandis que Guy Debord lui reproche « une double appartenance ». Sa lettre de démission sera publiée en 1990 par Pascal Dumontier.
Avant les attentats du FDLP, après neuf mois de combat, il revient en Europe au début de l’été 1970, et décrit la situation des palestiniens dans « En attendant le massacre », article copublié le 1er août 1970 avec Lafif Lakhdar dans An Nidhal, revue du milieu d’extrême gauche tunisien basé en France.

### Conflit sur les droits d'auteur de 1976
Quand Khayati revient en Europe Guy Debord entame une liaison avec Floriana Valentin, une Italienne qui vient de quitter le producteur de cinéma et imprésario Gérard Lebovici, devenu éditeur après avoir fondé en octobre 1969 Champ libre avec elle et l'ex-communiste Gérard Guégan, journaliste aux Cahiers du cinéma.
Gérard Lebovici, qui évince en novembre 1974 Gérard Guégan de la nouvelle maison d'édition qu'il voulait pourtant atypique, demande alors à Guy Debord de s'y impliquer après avoir financé des films sur lui comme La Société du spectacle en 1973. Khayati s'oppose à cette exploitation commerciale du situationnisme. Lui qui avait écrit le pamphlet De la misère en milieu étudiant en 1966 proteste contre la commercialisation de ce texte par les éditions Champ libre, qui va selon lui à l'encontre de sa destination initiale, celui d'une mise à disposition dans le domaine public mais seulement à usage intellectuel et militant.
« Je m’oppose formellement à toute réédition de La Misère, par vous ou par n’importe quelle autre maison d’édition », écrit-il ainsi en 1976 à l'éditeur et producteur ce cinéma Gérard Lebovici. 
« Ne doutez pas, Monsieur, que la conscience de classe de notre époque a fait suffisamment de progrès pour savoir demander des comptes par ses propres moyens aux pseudo-spécialistes de son histoire qui prétendent continuer à subsister de sa pratique », ajoute-t-il.

### Années 1980 et 1990: carrière universitaire
Il se consacre ensuite à une thèse de doctorat sous la direction de Claude Cahen, en histoire des peuples musulmans (Université Paris I, 1979, thèse sur l'Histoire des Perses d'ath-Tha'âlibî, dirigée par Claude Cahen) puis à un doctorat d'État en sciences politiques (La représentation du politique dans la culture arabe classique, Paris VIII, dirigée par K. Nair).
Il a ensuite enseigné à l'IEP d'Aix-en-Provence durant les années 1980 et 1990 puis fut responsable de la documentation au Centre d’Études et de Documentation Économiques, Juridiques et Sociales, un laboratoire associé au CNRS et situé au Caire, contribuant à l’histoire de la littérature et de la pensée dans le monde arabe, en étudiant les autobiographies d'hommes politiques du monde arabe.

## Publications

### Textes situationnistes
Deux textes situationnistes de Khayati ont fait l'objet d'une publication indépendante : 
- Le pamphlet de 1966 : De la misère en milieu étudiant considérée sous ses aspects économique, politique, psychologique, sexuel et notamment intellectuel et de quelques moyens pour y remédier, UNEF, 1966 ; réédition trilingue (avec les versions anglaise et chinoise), Champ Libre, 1972, dont la version française est publiée seule en 1976 ; nouvelle édition suivie de Nos buts et nos méthodes dans le scandale de Strasbourg (extrait du no 11 de l'IS, octobre 1967), Aix-en-Provence, Éditions Sulliver, 1995 puis 2005. 
  - traduit en chinois par Lou Tche-chen, Hong Kong, 1972.
  - traduction anglaise anonyme sous le titre Ten days that shook the university[66], 1972 ; réédition, Black & Red, Detroit, 2000.
- Les mots captifs. Préface à un dictionnaire situationniste, Allia, 1997, 80 pp. (initialement paru dans le no 10 de l'IS, mars 1966)

### Correspondance
- Éditions Champ Libre, Correspondance, volume 1, Champ Libre, Paris, 1978.Échange de lettres polémiques entre Mustapha Khayati et l'éditeur Gérard Lebovici au sujet de la réédition de La Misère en milieu étudiant.
- Guy Debord, Correspondance, volumes 2 et 3, Fayard, 2002 et 2003. Les lettres de Guy Debord à Mustapha Khayati sont réunies dans ces deux volumes. Guy Debord mentionne Khayati dans d'autres volumes de sa correspondance, notamment après la mort de Gérard Lebovici.

### Autres travaux
- Les Marxismes. Idéologies et révolution, Encyclopédie du monde actuel (EDMA), Lausanne, 1970.
- Le Golfe persique, Encyclopédie du monde actuel (EDMA), Lausanne.
- « Un disciple libre penseur d'al-Afghani : Adib Ishaq », Revue des mondes musulmans et de la Méditerranée, no 51, 1989.
- « Brèves remarques sur le poème libertaire « As-sabr Lillah... » et son auteur », Revue des mondes musulmans et de la Méditerranée, no 52-53, 1989.
- traduction de Ali Oumlil, Islam et État national, Casablanca, Éditions du Fennec, 1992.
- « Histoire des doctrines socialistes », Égypte/Monde arabe, deuxième série, no 4-5, 2001.